# Információs írástudás
Az információs írástudás a számítógépek és az internet által determinált információs társadalomban a legáltalánosabb megfogalmazásban az állampolgároknak azt a készségét, illetve képességét jelenti, melyre támaszkodva alkalmassá válnak az elektronikus környezetben eredményes ügyintézés végzésére. Másképpen az információs írástudás az információk számítógép és az Internet felhasználásával, segített elérésének és eredményes felhasználásának a képességét jelenti.

## A fogalom megjelenése
Az írástudás a közelmúltig az írott szövegek olvasásának, illetve az azokból nyert információk hasznosításának a képességét jelentette. Az információs írástudás, mint fogalom az 1970-es években jelent meg, az Amerikai Egyesült Államokban zajló oktatási reformmal kapcsolatban. A reform középpontjába az információk hatékony felhasználását, a problémamegoldást állították. Az információs írástudás és a tanulás közötti kapcsolat folyamatos és szoros.

## Definíciós dilemma
Folyamatos probléma, hogy sokan megpróbálják az információs írástudás egyetlen, átfogó definícióját megadni, miközben a kezdetektől nyilvánvaló volt, hogy összetett, sokoldalú témáról van szó, különösen azért, mert az információs írástudásnak minden médiumra vonatkoznia kell és a hagyományos értelemben vett, a számítógépes, média- és a hálózati írástudások találkozási pontjában helyezhető el.

## Az írástudás és a tanulás kapcsolata
Az Amerikai Könyvtáregyesület (ALA) az elsők között reagált a fogalom megjelenésére, mellyel kapcsolatban az egész életen át tartó tanulás szükségességét hangsúlyozta. E megközelítés szerint az tekinthető információs írástudónak, aki felismeri, mikor, milyen információra van szüksége, és ugyanakkor azt is megtanulta, hogyan kell tanulni. Az információs írástudás az információ értékének és hatalmának a felismerése, a szükséges információk megtalálásnak és a döntéshozatalban való eredményes felhasználásának képessége.

## Az információs írástudás készségei
Az információs írástudással rendelkező személy számára természetes létforma a folyamatos, önmagát irányító tanulás, több információs rendszert, illetve technológiát használ, a megszerzett információkat kritikusan kezeli és mindezek eredményeképpen aktív és produktív életet él. Az információs írástudás készségei tehát:
- az információs-szükséglet felismerése,
- az adott feladat megoldásához szükséges információk megtalálása és kritikus értékelése, valamint
- a megszerzett információk hatékony felhasználása a probléma sikeres megoldása érdekében.

## Kapcsolat és egy kis plusz
Az információs írástudás sok ismeret, illetve készség együttese. A média-írástudás a tömegkommunikációból nyerhető információk kritikus és eredményes hasznosítását jelenti. A számítógépes írástudás a szövegszerkesztő, adatbázis- és táblázatkezelő alkalmazói programcsomagok önálló és sikeres használatát. A digitális írástudás a hálózati, az internetes, a multimédia- és a hipertext-írástudás együttese, tehát a szövegek melletti képek és hanganyagok olvasásának és megértésének a képessége.

## Tesztelés és követelmény
Az információs írástudás az ismeretek és készségek európai, sőt globális szabványosítását is megköveteli. Az egységesülő tudásanyag és gondolkodás kialakulását segíti, illetve meglétét igazolja az Európai Számítógép-használói Jogosítvány (ECDL), melyet 1994-ben Finnországban vezettek be, és ma már 25 országban alkalmaznak. Magyarország a Neumann János Számítógép-tudományi Társaság által 1997-ben csatlakozott a kezdeményezéshez.